# Astroline
Astroline foi um grupo de eurodance da Bélgica, fundado em 1997 e terminado em 2001. O projeto foi idealizado pelos DJs/produtores Bart Smolders, Christophe Chantzis (Absolom, Ian Van Dahl) e Stefan Wuyts (DJ Jimmy Goldschmitz & Heliac). O hit mais famoso deles é "Feel The Fire", com a voz de Kathleen Goossens. Outros produtores que trabalharam no projeto foram Gert Corvers e Peter Luts (Lasgo, Ian Van Dahl, Groove Watchers). No palco, Kathleen Goossens foi acompanhada pelo tecladista Gert Covers e dois dançarinos (An Hoube e Katarina Vincente).

## Singles
- 1997 "Take Good Care (Of Me)" -  #46 Ultra Top Belgium
- 1998 "Feel The Fire" -  #1 Ultra Dance Chart / #9 Ultra Top Belgium
- 1998 "Smiling Faces" -  #12 Ultra Top Belgium
- 1999 "No Way Out" -  #36 Ultra Top Belgium
- 2000 "Angels" -  #32 Ultra Top Belgium
- 2000 "Close My Eyes" - #42 Ultra Top Belgium